# Liste der Naturdenkmäler in Rockenberg
Die Liste der Naturdenkmäler in Rockenberg nennt die auf dem Gebiet der Gemeinde Rockenberg, im Wetteraukreis (Hessen), gelegenen Naturdenkmäler. Sie sind nach dem Hessischen Gesetz über Naturschutz und Landschaftspflege (Hessisches Naturschutzgesetz – HAGBNatSchG) § 12 geschützt und bei der unteren Naturschutzbehörde des Wetteraukreises eingetragen.
| Bild                          | Bezeichnung | Ortsteil, Lage                                                                                             | Beschreibung                                     | Art        | Nr.     |
| ----------------------------- | ----------- | --- | ------------------------------------------------ | ---------- | ------- |
| mehr Fotos \| Fotos hochladen | Speierling  | Oppershofen, Flur 3, Flurstück 47 (VO), Flur 3, Flurstück 46 (tatsächlich) 50° 25′ 15,8″ N, 8° 45′ 42,8″ O | Speierling in einer Baumreihe östlich des Dorfs. | Speierling | 440.231 |